# 스펀역
스펀역(중국어: 十分車站)은 타이완 신베이시 핑시 구에 위치한 타이완 철로 관리국 핑시 선의 철도역이다.

## 주변 지역
- 스펀랴오 가
- 스펀 폭포
- 지룽강

## 역사
- 1929년 10월 1일 - 스펀랴오역(十分寮駅)으로 개업
- 1962년 12월 15일 - 스펀역으로 역명 변경
- 2001년 7월 16일 - 3등역보다 C종 간이역으로 강등하여 루이팡 역이 관리하는 역이 됨